# Euryglossina townsvillensis
Euryglossina townsvillensis är en biart som beskrevs av Exley 1968. Euryglossina townsvillensis ingår i släktet Euryglossina och familjen korttungebin. Inga underarter finns listade i Catalogue of Life.

## Bildgalleri

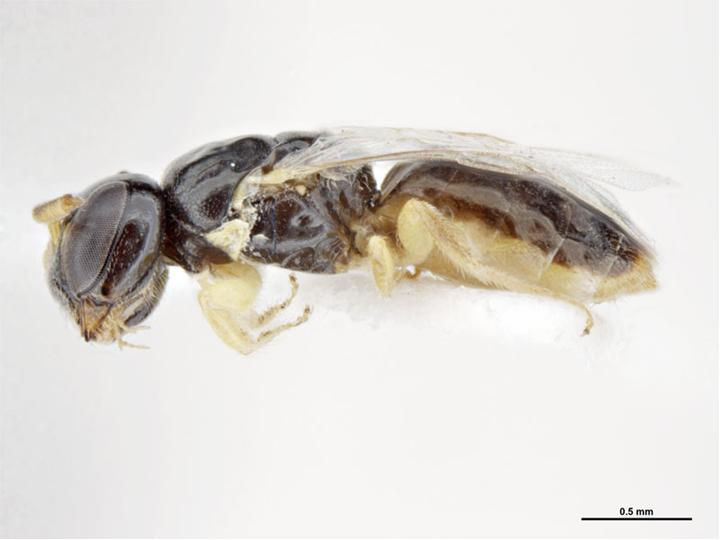